# Conflito entre Hamas e Fatah
O conflito entre Hamas e Fatah (em árabe: النزاع بين فتح وحماس‎‎ an-Nizāʿ bayna Fataḥ wa-Ḥamās), também chamado de Guerra Civil Palestina ou Guerra Civil Palestiniana (em árabe: الحرب الأهلية الفلسطينية‎‎ al-Ḥarb al-ʾAhliyyah al-Filisṭīnīyyah), foi um conflito entre os dois principais partidos políticos da Palestina, Fatah e Hamas, resultando na divisão da Autoridade Nacional Palestina em 2007. O processo de reconciliação e unificação de Hamas e Fatah ainda não tinham sido finalizadas até setembro de 2015.
A Comissão Independente Palestina para os Direitos dos Cidadãos auferiu que mais de 600 palestinos foram mortos no conflito durante janeiro de 2006 e maio de 2007. Além disso, dezenas de palestinos foram mortos ou executados nos anos seguintes.

## Panorama
As tensões entre Hamas e Fatah começaram a crescer em 2005, após a morte do líder palestino Yasser Arafat. Logo após a vitória legislativa do Hamas em 2006, as relações partidárias foram realçadas por lutas faccionais esporádicas. Devido ao mau êxito em conciliar um acordo de compartilhamento do governo, os partidos escalaram-se ao conflito no ano de 2007. A organização Hamas tomou conta do Rafah Border Crossing, único cruzamento entre o Egito e a Faixa de Gaza.
Em agosto de 2007, a Autoridade Nacional Palestina dividiu-se em dois partidos políticos, definindo ambos os partidos como representações fidedignas da Palestina. Originaram-se, portanto, o Fatah e o Hamas.

## Eventos precedentes

### Envolvimento britânico
Em documentos publicados pela Palestina, revelou-se que o serviço de inteligência britânico MI6 ajudou, em 2004, na elaboração de um plano de segurança para a Autoridade Palestina liderada pelo Fatah. O plano mencionava o incentivo e capacitação da Autoridade Nacional da Palestina, com o intuito de cumprir integralmente suas obrigações de segurança na primeira fase do mapa de paz. Além disso, o tratado propõe a degradação de capacidades dos rejeitores, nomeando Hamas, Movimento da Jihad Islâmica na Palestina e as brigadas de Al-Aqsa. O jornal The Guardian descreveu o plano de segurança como uma "ampla repressão ao Hamas". O suposto plano foi uma contra-insurgência do Fatah contra o Hamas, sendo estabelecida em 2006 após a vitória de Hamas nas eleições.

### Rompimento de Israel com Gaza
Em julho de 2004, houve confrontos entre as partes rivais lideradas pelo Hamas e pelas forças de segurança de Gaza. Como resultado das inconfidências, realizaram-se protestos que foram vistos como uma luta de poder antes da saída de Israel da Faixa de Gaza. Em 16 de fevereiro de 2005, o Knesset aprovou a sua saída de Gaza, mudando drasticamente as relações entre Israel e Palestina na Faixa de Gaza. O plano de desvinculação de 2003 foi adotado posteriormente pelo governo israelita no ano de 2004. Israel retirou-se de Gaza em setembro de 2005. O controle da fronteira entre Gaza e Egito foi entregue ao Egito. A Autoridade Nacional Palestina de Fatah controlou o cruzamento da fronteira de Rafah. O Acordo de Filadélfia de 2005 entre Israel e Egito transferiu o controle da fronteira para o Egito. A partir de fevereiro de 2005, um governo tecnocrata liderado pelo Fatah liderou as Forças de Segurança Nacional da Palestina.
De novembro de 2005 a junho de 2007, o cruzamento de Rafah foi controlado em conjunto com o Egito e a Palestina. A União Europeia, portanto, colaborou com o controle do cruzamento local, além de monitorar as atividades próximas à região de Gaza.

### Governo de Hamas e eleições de 2006
As tensões entre Fatah e Hamas foram intensificadas após a vitória de Hamas nas eleições de 2006. A ajuda externa ao governo liderado por Hamas foi suspensa, devido à política compulsória de recusa aos tratados de não-violência, ao não reconhecimento do estado de Israel e à falha em respeitar acordos anteriores.
O governo da Autoridade Nacional Palestina, presidida na época por Mahmoud Abbas, não estava mais sob o controle de Fatah. Quando Abbas e Hamas não conseguiram chegar a um acordo durante a luta pelo poder governamental, Abbas nomeou, em 6 de abril de 2006, o ex-chefe das Forças de Segurança do Abu Shbak, afiliado ao Fatah. Em resposta à atitude política do Fatah, Hamas formou sua própria segurança local.
Em 25 de junho de 2006 grupos militantes realizaram uma incursão transfronteiriça para Israel. A resposta de Israel à moção deixou o Hamas com metade de seu parlamento e ministros de gabinete na Cisjordânia sob custódia israelense.

### Apoio dos Estados Unidos, Israel e Arábia
Após a denúncia da formação do serviço de segurança própria do Hamas como inconstitucional por Mahmoud Abbas, fontes referenciam que o envolvimento dos Estados Unidos, Israel e Arábia foram consideráveis durante o conflito. A Guarda Presidencial de Mahmoud Abbas foi ampliada e equipada, além de oferecer treinamento aos seus membros pelos Estados Unidos, Egito e Jordânia. Além disso, Anwar Zaboun, membro do Conselho Legislativo da Palestina em função do Hamas, acredita que Mohammad Dahlan teve um grande plano para remover as raízes do Hamas, além de sua resistência em Gaza e na Cisjordânia.
De acordo com o Instituto Internacional de Estudos Estratégicos, o conflito de junho de 2007 foi desencadeado pela convicção do Hamas de que a Guarda Presidencial da Autoridade Nacional Palestina, leal a Mahmoud Abbas, estava sendo posicionada para assumir o controle de Gaza. Os Estados Unidos ajudaram na construção da Guarda Presidencial, fornecendo 3.500 homens desde agosto de 2006. Além disso, o país estadunidense comprometeram cerca de US$ 59 milhões para o treinamento e a aquisição de recursos não letais, persuadindo aliados árabes no financiamento da compra de mais armas. Israel, portanto, permitiu que armas leves fossem entregues aos membros da Guarda Presidencial. Jordânia e Egito hospedaram pelo menos dois batalhões para treinar soldados.

## Linha do tempo

### Março de 2006 a dezembro de 2006: aumento das tensões

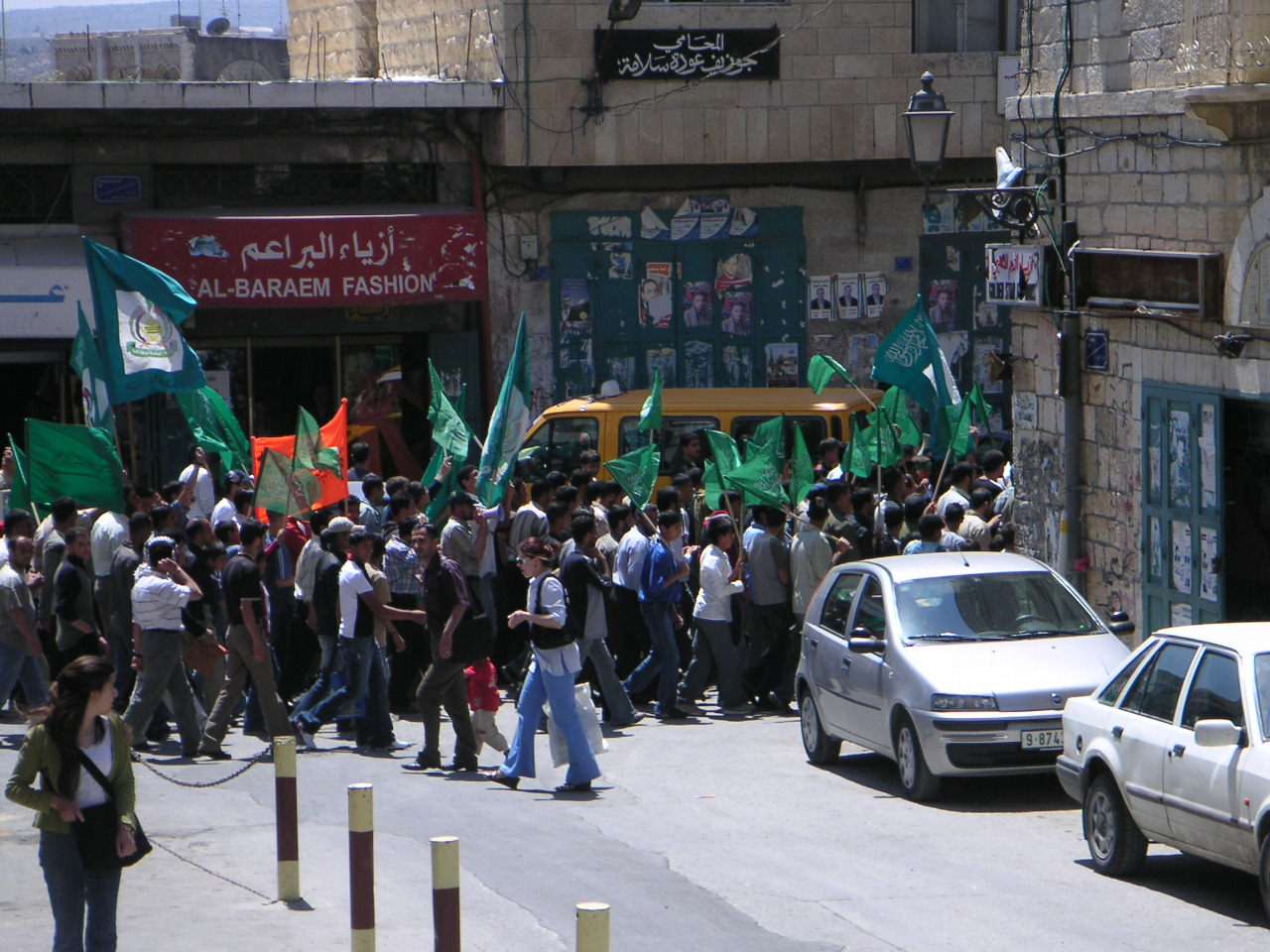
Protesto de Hamas em Belém.

Após as eleições de 2006, o Hamas anunciou a formação de seu próprio serviço de segurança, a Força Executiva, nomeando o militante Jamal abu Samhadana, para a direção. Por outro lado, Abbas denunciou o movimento como inconstitucionalidade, afirmando que apenas o presidente palestino poderia comandar as forças armadas.
O período de março a dezembro de 2006 foi marcado por tensões, quando os comandantes da Autoridade Nacional Palestina afiliados à Fatah, se recusaram a receber ordens do governo da Autoridade Nacional Palestina pelo Hamas. As tensões aumentaram ainda mais entre as duas facções, depois que o acordo de compartilhar o poder do governo foi insucesso.

### Dezembro de 2006–janeiro de 2007: sanções internacionais
Face às sanções internacionais, a Autoridade Nacional Palestina liderada pelo Hamas dependia da importação de grandes montantes de dinheiro para financiar suas dívidas. Em 14 de dezembro de 2006, o primeiro-ministro Ismail Haniya, com dezenas de milhões em doações, foi negado a entrar em Israel pela fronteira de Rafah. Irritados, alguns militares do Hamas invadiram o cargo. Depois disso, guardas dispararam contra os militantes do Hamas. Um membro do Hamas tentou fazer com que os militantes se dispersassem. Haniya, no entanto, interrompeu sua viagem devido a tensões crescentes entre o Hamas e a facção rival Fatah, depois que três filhos de um chefe de segurança da Fatah foram mortos dias antes.
No mesmo dia, Ismail foi autorizado a retornar a Gaza sem o dinheiro, mas ao atravessar a fronteira, homens armados atacaram seu carro, matando um de seus guarda-costas. Um dos filhos de Ismail e seu conselheiro político Ahmed Youssef foram feridos. Na época, Mohammed Dahlan, membro e ex-chefe de segurança da Fatah, foi culpado pela aparente tentativa de assassinato. A ativista pacifista Ellen Rosser acredita que os homens de Dahlan tentaram assassinar Ismail. O conflito teve base na Cisjordânia, depois que as Forças de Segurança Nacional Palestina dispararam em uma manifestação do Hamas em Ramallah. Unidades de segurança leais a Mahmoud Abbas e acompanhadas de equipamentos de conflito, usavam rifles para vencer os manifestantes antes do início do tiroteio. Pelo menos 20 pessoas foram feridas nos confrontos, sucedendo a tentativa de assassinato de Ismail.
Em 16 de dezembro Abbas requisitou novas eleições parlamentares e presidenciais, mas seu assessor Saeb Erekat disse que as eleições não poderiam se realizadas antes de meados do ano seguinte por razões legais e técnicas. Devido à ideia de novas eleições, um legislador sênior do Hamas chamou a atitude de "um verdadeiro golpe contra o governo democraticamente eleito". Hamas, no entanto, desafiou a legalidade de realizar uma eleição antecipada, mantendo o direito de manter o mandato integral de seus cargos eleitos. Caracterizou-se, portanto, como uma tentativa de golpe do Fatah por Abbas, utilizando de meios antidemocráticos para derrubar resultados de eleições anteriores. Os líderes da Fatah pedram a demissão do governo lderado por Hamas e o estabelecimento de um gabinete de urgência. Um funcionário da Fatah disse que Abbas ameaçava convocar eleições antecipadas nos últimos cinco meses e que mais ameaças não funcionariam. O anúncio das eleições provocou descontentamento e batalha de armas entre os partidários de Hamas e Fatah. Abbas negou progressivamente qualquer influência dos membros da Fatah e da Força 17 na tentativa de assassinato de Ismail Haniya, além de criticar o sequestro do soldado Gilad Shalit, sequestrado em 2006.
Em 17 de dezembro homens armados pró-Fatah atacaram o Ministro das Relações Exteriores, Mahmoud al-Zahar. Os milicianos pró-Hamas retaliaram com tiros na casa de Abbas, ferindo cinco guardas pessoais. Um membro da Força 17 da Fatah foi morto, juntamente com uma mulher que transitava no local. No final do dia, Fatah e Hamas concordaram um cessar-fogo. Intensos combates faccionais continuaram durante dezembro de 2006 e janeiro de 2007 na Faixa de Gaza. Depois de um mês de luta, resultando na morte de 33 pessoas, o presidente Mahoud Abbas tentou incorporar a força executiva de Hamas ao aparato de segurança leal do presidente. O Hamas, no entanto, negou o pedido de Abbas e, ao invés disso, anunciou planos para dobrar o tamanho de sua força. Em 6 de janeiro de 2007, Abbas proibiu a Força Executiva e ordenou a sua dissolução. O combate, no entanto, continuou até o limítrofe do cessar-fogo em 30 de janeiro do mesmo ano. Os anúncios de duelo levantaram a perspectiva de um colapso armado intensificado. O único meio de Abbas impor a ordem foi uma ação coercitiva por parte da polícia e das unidades de segurança sob seu comando, que eram, de fato, fracas na região da Faixa de Gaza.

### Fevereiro de 2007 a abril de 2007
Os combates mais intensos ocorreram após o assassinato de 6 pessoas em 1 de fevereiro pelo Hamas, numa emboscada em um comboio de Gaza que entregou equipamentos para a Guarda Presidencial Palestina de Abbas. De acordo com diplomatas, a atitude era relacionada ao combate do contrabando de armas mais poderosas em Gaza pelo Hamas, para dar ênfase à sua Força Executiva. De acordo com o Hamas, as entregas à Guarda Presidencial Palestina destinavam-se a instigar a sedição contra o Hamas, ao mesmo tempo que recusava assistência do povo palestino.
Em 8 de fevereiro de 2007 o Acordo Fatah-Hamas em Meca, negociado pela Arábia Saudita, produziu uma negociação sobre um governo de unidade local palestino assinado pelos líderes do Fatah e do Hamas. O acordo incluiu medidas para acabar com a violência interna. O governo unificado foi formado em 17 de março. No entanto, lutou para resolver os dois problemas mais urgentes, como a crise econômica e o colapso de segurança em Gaza. Incidentes violentos continuaram até março e abril de 2007. Como resultado, mais de 90 pessoas foram assassinadas.

### Maio de 2007
Em meados de maio de 2007, os confrontos entraram em erupção mais uma vez nas ruas de Gaza. Em menos de 18 dias, mais de 50 palestinos foram mortos. Líderes de ambas as organizações políticas tentaram findar a luta com inúmeras tréguas, mas nenhuma delas durou o suficiente.

### Junho de 2007: dissolução do governo
Durante 10 de junho e 15 de junho de 2007, o Hamas assumiu o controle da principal estrada norte-sul e da estrada costeira do território, retirando funcionários do Fatah. O Comitê Internacional da Cruz Vermelha estimou que pelo menos 118 pessoas foram mortas e mais de 550 ficaram feridas durante os combates da semana até 15 de junho. A Human Rights Watch acusou ambo os lados de violações do Direito Humanitário Internacional. As atitudes de violação do direito incluíam o assassinato de civis, execuções públicas de opositores políticos e cativos, homicídio de prisioneiros, ataques à imprensa televisiva e combates dentro de hospitais. O Comitê Internacional da Cruz Vermelha denunciou ataques em cerca de dois hospitais na parte norte da Faixa de Gaza. O governo israelense fechou todos pontos de controle nas fronteiras de Gaza em resposta aos atos violentos.
Em 14 de junho o presidente palestino Mahmoud abbas anunciou a dissolução do atual governo de unidade e a declarou estado de emergência. O primeiro-ministro palestino Ismail Haniya foi demitido e Abbas governou Gaza e Cisjordânia por decreto presidencial. O porta-voz do Hamas, Sami Abu Zuhri, respondeu declarando que a decisão de Ambas era, em termos práticos, ínfima, afirmando que Haniya continua a ser o chefe de governo, mesmo que fosse dissolvido.
Nathan Brown, da instituição Carnegie Endowment for Internacional Peace, comentou que, sob a Constituição Palestina de 2003, Abbas claramente tinha o direito de declarar estado de emergência e demitir o primeiro-ministro, mas o estado de emergência poderia continuar apenas por 30 dias. Depois disso, precisaria ser aprovado pelo Conselho Legislativo da Palestina, dominado pelo Hamas. Nem Hamas nem Fatah tiveram votos suficientes para formar um novo governo sob a constituição. O Centro Palestino para os Direitos Humanos condenou a decisão de Hamsa de resolver o conflito militarmente, mas argumentou que as medidas tomadas pelo presidente Mahmoud Abbas em resposta a esses eventos violam a Lei Básica e a prejudicam.
Em 15 de junho Abbas nomeou o economista Salam Fayyad como primeiro-ministro e deu-lhe a tarefa de formar um novo governo. A comunidade internacional reconheceu sem problemas o novo governo. Em poucos dias, os Estados Unidos reconheceram o governo de emergência de Abbas e encerraram o boicote econômico de 15 meses contra a Autoridade Nacional Palestina, com o objetivo de fortalecer o presidente Abbas e o novo governo do Fatah. A União Europeia anunciou planos para retomar a ajuda direta aos palestinos, enquanto o primeiro-ministro Ehud Olmert de Israel confirmou que liberaria as receitas fiscais palestinas de Abbas que Israel havia retido desde o controle governamental de Hamas sob a Palestina.

## Conflitos na Cisjordânia
Os ataques de homens armados do Hamas contra as forças de segurança de Fatah na Faixa de Gaza resultaram em uma reação de homens armados do Fatah contra instituições do Hamas na Cisjordânia. Embora os números de soldados do Hamas fossem maiores na Faixa de Gaza, as forças de Fatah eram maiores na Cisjordânia.
A Cisjordânia teve sua primeira vítima quando corpo de um militante de Hamas foi encontrado em Nablus, provocando o medo de que Fatah usasse sua vantagem na Cisjordânia em retaliação contra a morte de seus membros em Gaza. No mesmo dia, Hamas também declarou que estava no controle total de Gaza. Hamas, no entanto, negou a afirmação.
Em 16 de junho um grupo militante vinculado ao Fatah, as Brigadas de Al-Aqsa, invadiu o parlamento controlado pelo Hamas, baseado em Ramallah, na Cisjordânia. Este ato, incluindo um saqueamento do ministério da educação, foi visto como uma reação às pilhagens similares que ocorreram em Gaza após a vitória militar de Hamas.
Em 20 de junho o líder do Hamas, Mahmoud Zahar, declarou que, se Fatah continuasse a tentar retirar o Hamas da Cisjordânica, poderia levar à queda de Fatah. Além disso, ratificou o pedido de resistência de Hamas contra o Fatah em forma de ataques e atentados suicidas, semelhantes aos de Hamas em Isarael no passado.

### Outubro de 2007–janeiro de 2008: novos conflitos

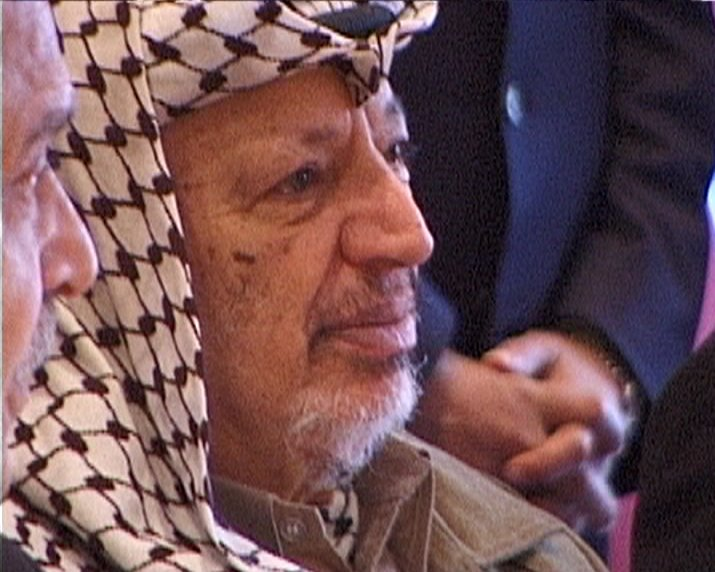
Yasser Arafat, fundador do Fatah.

Em 17 de outubro o Hamas e a Fatah entraram em choque no leste de Gaza, deixando dois mortos em ambos os lados. Oficiais do Fatah e do Hamas deram relatos conflitantes sobre o que causou a luta, mas a disputa foi possivelmente originada quando oficiais do Hamas exigiram que o clã Heles, afiliado ao Fatah, devolvesse o comando governamental. Outra batalha armada no dia 20 de outubro matou um membro do clã e um menino de 13 anos. NO mesmo dia, em Rafah, uma mulher foi mota e oito pessoas ficaram feridas quando os membros da segurança do Hamas trocaram fogo com ativistas do Movimento da Jihad Islâmica na Palestina. Dois dias depois, mais 7 palestinos foram mortos na luta interna, incluindo militantes do Hamas e um militante palestino da Jihad Islâmica.
Em 12 de novembro a Fatah, na cidade de Gaza, organizou uma grande manifestação dedicada à memória de Yasser Arafat. Com mais de 200 mil participantes, foi a maior manifestação de Fatah na Faixa de Gaza desde a aquisição d Hamas. A manifestação foi dispersada à força pelos pistoleiros do Hamas, que dispararam conta a multidão. Pelo menos seis civis foram mortos e mais de 80 pessoas ficaram feridas, algumas foram pisoteadas durante o conflito. O grupo militante envolvido com a Jihad Islâmica, cujos membros se enfrentaram várias vezes com o Hamas, condenou os tiroteios. Em 1 de janeiro de 2008, pelo menos oito pessoas morreram em uma luta de facções na Faixa de Gaza.

## Declaração de Saná
Em 23 de março de 2008 o Hamas e a Fatah assinaram um acordo com Saná, no Iêmen, equivalente a um processo conciliatório, embora não tenha acontecido. Em 8 de novembro de 2008, as conversas de reconciliação palestinas que se realizariam no Cairo foram canceladas no sábado, depois que Hamas anunciou um boicote em protesto contra a detenção de centenas de seus membros pelas forças de segurança do presidente Mamhoud Abbas.

## Política violenta de 2009
A violência política do Hamas em 2009 ocorreu na Faixa de Gaza durante e após o conflito entre Israel e Gaza em 2008-2009. Uma série de atos violentos, que vão desde assaltos, torturas e execuções de palestinos, estão incluídas na política violenta da organização. De acordo com a Human Rights Watch, pelo menos 32 pessoas foram mortas nesses ataques, sendo elas 18 durante o conflito e 14 depois, além da mutilação de centenas de pessoas por conta de tiros nos membros inferiores. Em 31 de maio de 2009, 6 pessoas morreram quanto a Autoridade Nacional Palestina e as forças do Hamas entrara em choque em Calquília, na Cisjordânia. Ethan Bronner, do Bloomerang News, descreveu a luta como uma indicação de que a unidade palestina necessária para a criação de um Estado estava longe.

## Situação atual
Após a Revolução Egípcia de 2011 e a deposição do ex-presidente egípcio Mohamed Morsi em julho de 2013, as tensões entre Fatah e Hamas chegaram a outro nível. De acordo com o embaixador da OLP no Cairo, Barakat al-Farra, cerca de US$ 1,5 bilhão de ajuda militar dos Estados Unidos manteria a fronteira de Rafah fechada, até que as forças leais do presidente da Autoridade Palestina retomassem ao comando. Um oficial do Hamas acusou a liderança da Autoridade Palestina de desempenhar um papel importante no bloqueio da Faixa de Gaza.
Em meio às negociações para solucionar o conflito entre Israel e Gaza em 2014, a agência de segurança israelita Shabak, relevou um suposto envolvimento do Hamas contra Fatah na Cisjordânia. A atitude teria sido viabilizada pela implantação de células do Hamas em torno da Cisjordânia a fim de incitar uma terceira intifada e sobrecarregar as forças da Autoridade Palestina. Como resultado, mais de 90 pessoas foram detidas. O presidente de Abbas disse, no entanto, que o enredo era uma grave ameaçada para a unidade do povo palestino e de seu futuro.